# Bahnstrecke Leipzig–Großkorbetha
| |                                                                       |                                                    |                                                    |
| Streckennummer: | 6367                                                                  |                                                    |                                                    |
| Kursbuchstrecke (DB): | 582                                                                   |                                                    |                                                    |
| Kursbuchstrecke: | 155 (1934) 156a. 161 (Leipzig Hbf – Leipzig-Leutzsch 1934) 180 (1946) |                                                    |                                                    |
| Streckenlänge: | 32,21 km                                                              |                                                    |                                                    |
| Spurweite: | 1435 mm (Normalspur)                                                  |                                                    |                                                    |
| Streckenklasse: | vorwiegend D4                                                         |                                                    |                                                    |
| Stromsystem: | 15 kV, 16,7 Hz ~                                                      |                                                    |                                                    |
| Maximale Neigung: | 7 ‰                                                                   |                                                    |                                                    |
| Minimaler Radius: | 450 m                                                                 |                                                    |                                                    |
| Streckengeschwindigkeit: | 120 km/h                                                              |                                                    |                                                    |
| Streckengeschwindigkeit mit Neigetechnik: | 160 km/h                                                              |                                                    |                                                    |
| |                                                                       |                                                    |                                                    |
| \| \| −0,29 \| Leipzig Hbf \| 123 m \| \| \| \| nach Dresden-Neustadt \| \| \| \| \| nach Dessau \| \| \| \| \| nach Gröbers \| \| \| \| \| nach Leipzig-Wahren \| \| \| \| 1,70 \| Viadukt Gohlis I (50 m) \| Viadukt Gohlis I (50 m) \| \| \| 1,95 \| Viadukt Gohlis II (330 m) \| Viadukt Gohlis II (330 m) \| \| \| 2,07 \| Leipzig-Gohlis \| 120 m \| \| \| \| Leipzig-Wahren–Leipzig Hbf \| \| \| \| 2,80 \| Leipzig Coppiplatz \| 118 m \| \| \| 3,39 \| Leipzig-Möckern \| 114 m \| \| \| 4,95 \| Weiße Elster (60 m) \| Weiße Elster (60 m) \| \| \| 5,50 \| Neue Luppe (105 m) \| Neue Luppe (105 m) \| \| \| 6,00 \| Nahle (46 m) \| Nahle (46 m) \| \| \| \| Leipziger Güterring von Leipzig-Wahren \| \| \| \| 6,69 \| Leipzig-Leutzsch \| 110 m \| \| \| \| nach Probstzella \| \| \| \| \| nach Merseburg \| \| \| \| 9,05 \| Elster-Saale-Kanal (50 m) \| Elster-Saale-Kanal (50 m) \| \| \| 9,47 \| Leipzig-Rückmarsdorf (ehem. Bf) \| 114 m \| \| \| 12,13 \| Leipzig-Miltitz (ehem. Bf) \| 117 m \| \| \| \| von Lausen \| \| \| \| 15,04 \| Markranstädt \| 125 m \| \| \| \| Industriestammgleis nach Altranstädt \| \| \| \| 19,00 \| Großlehna \| 113 m \| \| \| \| Landesgrenze Sachsen / Sachsen-Anhalt \| \| \| \| 20,30 \| Bundesautobahn 9 \| Bundesautobahn 9 \| \| \| 22,14 \| Kötzschau (ehem. Bf) \| 105 m \| \| \| 25,82 \| Bad Dürrenberg (ehem. Bf) \| 100 m \| \| \| \| Anschluss Saline (Tollwitz-Dürrenberger Eisenbahn) \| \| \| \| 27,30 \| Saale (250 m) \| Saale (250 m) \| \| \| \| Überlandstraßenbahn Halle–Bad Dürrenberg \| \| \| \| \| Verbindungskurve nach Halle (Saale) Hbf (geplant) \| \| \| \| \| von Halle (Saale) Hbf \| \| \| \| 32,00 \| Großkorbetha \| 110 m \| \| \| \| nach Deuben (b Zeitz) \| \| \| \| \| nach Bebra \| \| |                                                                       |                                                    |                                                    |
| Kopfbahnhof Streckenanfang | −0,29                                                                 | Leipzig Hbf                                        | 123 m                                              |
| Abzweig geradeaus und nach rechts |                                                                       | nach Dresden-Neustadt                              | nach Dresden-Neustadt                              |
| Abzweig geradeaus und nach rechts |                                                                       | nach Dessau                                        | nach Dessau                                        |
| Abzweig geradeaus und nach rechts |                                                                       | nach Gröbers                                       | nach Gröbers                                       |
| Abzweig geradeaus und nach links |                                                                       | nach Leipzig-Wahren                                | nach Leipzig-Wahren                                |
| Brücke | 1,70                                                                  | Viadukt Gohlis I (50 m)                            | Viadukt Gohlis I (50 m)                            |
| Brücke | 1,95                                                                  | Viadukt Gohlis II (330 m)                          | Viadukt Gohlis II (330 m)                          |
| Haltepunkt / Haltestelle | 2,07                                                                  | Leipzig-Gohlis                                     | 120 m                                              |
| Kreuzung geradeaus unten |                                                                       | Leipzig-Wahren–Leipzig Hbf                         | Leipzig-Wahren–Leipzig Hbf                         |
| Haltepunkt / Haltestelle | 2,80                                                                  | Leipzig Coppiplatz                                 | 118 m                                              |
| Haltepunkt / Haltestelle | 3,39                                                                  | Leipzig-Möckern                                    | 114 m                                              |
| Brücke über Wasserlauf | 4,95                                                                  | Weiße Elster (60 m)                                | Weiße Elster (60 m)                                |
| Brücke über Wasserlauf | 5,50                                                                  | Neue Luppe (105 m)                                 | Neue Luppe (105 m)                                 |
| Brücke über Wasserlauf | 6,00                                                                  | Nahle (46 m)                                       | Nahle (46 m)                                       |
| Abzweig geradeaus und von rechts |                                                                       | Leipziger Güterring von Leipzig-Wahren             | Leipziger Güterring von Leipzig-Wahren             |
| Bahnhof | 6,69                                                                  | Leipzig-Leutzsch                                   | 110 m                                              |
| Abzweig geradeaus und nach links |                                                                       | nach Probstzella                                   | nach Probstzella                                   |
| Abzweig geradeaus und ehemals nach rechts |                                                                       | nach Merseburg                                     | nach Merseburg                                     |
| Brücke über Wasserlauf | 9,05                                                                  | Elster-Saale-Kanal (50 m)                          | Elster-Saale-Kanal (50 m)                          |
| Haltepunkt / Haltestelle | 9,47                                                                  | Leipzig-Rückmarsdorf (ehem. Bf)                    | 114 m                                              |
| Haltepunkt / Haltestelle | 12,13                                                                 | Leipzig-Miltitz (ehem. Bf)                         | 117 m                                              |
| Abzweig geradeaus und ehemals von links |                                                                       | von Lausen                                         | von Lausen                                         |
| Bahnhof | 15,04                                                                 | Markranstädt                                       | 125 m                                              |
| Abzweig geradeaus und nach rechts |                                                                       | Industriestammgleis nach Altranstädt               | Industriestammgleis nach Altranstädt               |
| Bahnhof | 19,00                                                                 | Großlehna                                          | 113 m                                              |
| Grenze |                                                                       | Landesgrenze Sachsen / Sachsen-Anhalt              | Landesgrenze Sachsen / Sachsen-Anhalt              |
| Strecke mit Straßenbrücke | 20,30                                                                 | Bundesautobahn 9                                   | Bundesautobahn 9                                   |
| Haltepunkt / Haltestelle | 22,14                                                                 | Kötzschau (ehem. Bf)                               | 105 m                                              |
| Haltepunkt / Haltestelle | 25,82                                                                 | Bad Dürrenberg (ehem. Bf)                          | 100 m                                              |
| Abzweig geradeaus und ehemals nach links |                                                                       | Anschluss Saline (Tollwitz-Dürrenberger Eisenbahn) | Anschluss Saline (Tollwitz-Dürrenberger Eisenbahn) |
| Brücke über Wasserlauf | 27,30                                                                 | Saale (250 m)                                      | Saale (250 m)                                      |
| Kreuzung mit U-Bahn geradeaus oben |                                                                       | Überlandstraßenbahn Halle–Bad Dürrenberg           | Überlandstraßenbahn Halle–Bad Dürrenberg           |
| Abzweig geradeaus und ehemals nach rechts |                                                                       | Verbindungskurve nach Halle (Saale) Hbf (geplant)  | Verbindungskurve nach Halle (Saale) Hbf (geplant)  |
| Abzweig geradeaus und von rechts |                                                                       | von Halle (Saale) Hbf                              | von Halle (Saale) Hbf                              |
| Bahnhof | 32,00                                                                 | Großkorbetha                                       | 110 m                                              |
| Abzweig geradeaus und nach links |                                                                       | nach Deuben (b Zeitz)                              | nach Deuben (b Zeitz)                              |
| Strecke |                                                                       | nach Bebra                                         | nach Bebra                                         |

Die Bahnstrecke Leipzig–Großkorbetha ist eine zweigleisige, elektrifizierte Hauptbahn in Sachsen und Sachsen-Anhalt, die als Verbindung zwischen der Stadt Leipzig und der Thüringer Bahn dient. Sie verläuft von Leipzig über Markranstädt und Bad Dürrenberg nach Großkorbetha.

## Geschichte
Die Bahnstrecke wurde im Jahr 1856 von der Thüringischen Eisenbahn-Gesellschaft eröffnet. Damals begann sie am Thüringer Bahnhof in Leipzig, der 1913 im Leipziger Hauptbahnhof aufging. Die Strecke entwickelte sich schnell zu einer der meistbefahrenen Verbindungen in Mitteldeutschland. Nach der deutschen Wiedervereinigung im Jahr 1990 wurden die schnellfahrenden Reisezüge zu Inter- und Eurocity aufgewertet, mit der Indienststellung der ICE-T auch zu ICE. Bis zur Inbetriebnahme der Schnellfahrstrecke auf dem Abschnitt Erfurt–Leipzig 2015 verkehrten hier die Züge der ICE-Linien Dresden–Leipzig–Frankfurt am Main und bis zur Eröffnung des Abschnittes Breitengüßbach–Erfurt die der Linie Berlin–Leipzig – München. Für die entfallenen Fernzüge wurden Regionalexpressverbindungen zwischen Leipzig und Erfurt bzw. Saalfeld geschaffen. Auf dem Abschnitt bis Leutzsch verkehren zusätzlich die Regionalverkehrszüge nach Gera, von 1969 bis 2011 und seit dem Fahrplanwechsel im Dezember 2013 die S-Bahn Leipzig, auf der Gesamtstrecke bis zum 12. Dezember 2015 außerdem stündlich (am Wochenende zweistündlich) die Züge der RB 125 Leipzig–Weißenfels. Seit dem 13. Dezember 2015 verkehrten stündlich die Linien RE17 Leipzig–Erfurt und SE15 Leipzig–Saalfeld, welche von der Abellio Rail Mitteldeutschland betrieben werden. Seit dem Fahrplanwechsel 2023 verkehrt nun die Linie RB 20 nach Eisenach im Stundentakt. Dabei halten die Züge an allen Stationen der Strecke außer in Leipzig-Coppiplatz und Leipzig-Gohlis. Zusätzlich verkehrt zweistündlich die Linie RE 15 nach Saalfeld (Saale). Die Züge dieser Linie halten nur in Leipzig-Möckern, Markranstädt und Bad Dürrenberg.
Elektrischer Zugbetrieb war auf diesem Abschnitt erstmals am 2. November 1942 im Rahmen des Lückenschlusses zwischen dem süddeutschen und dem mitteldeutschen Netz möglich, aber schon vier Jahre später 1946 mussten im Rahmen der Reparationsleistungen an die Sowjetunion sämtliche Ausrüstungsteile für den elektrischen Betrieb abgebaut und abgeliefert werden. Im Jahr 1964 wurde die Strecke erneut elektrifiziert.
In Vorbereitung des Leipziger S-Bahn-Betriebes wurde Ende der 1960er Jahre zwischen Leipzig Magdeburg-Thüringer Bahnhof und Leipzig-Leutzsch automatischer Streckenblock der Bauform AB 64 eingerichtet. Um ihn nicht in die alten Anlagen im Bahnhof Leipzig-Leutzsch einbinden zu müssen, endete er an der Blockstelle Elsteraue, die deswegen auch weiterhin besetzt blieb. Die Gleisfreimeldung erfolgte wegen der nicht vorhandenen 100-Hz-Streckenstromversorgung mit Achszählern mit »magnetischen Gleisgeräten«. Am 10. Juni 1973 kam es zu einem schweren Unfall, bei dem ein Schnellzug Richtung Saalfeld im Bahnhof Leipzig-Leutzsch wegen des Nichtbeachtens eines abweichenden Fahrweges und der deshalb signalisierten geringeren Geschwindigkeit entgleiste. Die Lokomotive riss das Befehlsstellwerk Lt zur Hälfte weg. Beim Wiederaufbau wurde es von mechanischer auf elektromechanische Technik umgerüstet. 1992 wurde in Großkorbetha ein neues Gleisbildstellwerk der Bauform GS III Sp68 in Betrieb genommen. Zwischen Großkorbetha und Bad Dürrenberg wurde gleichzeitig ein automatischer Streckenblock der Bauform AB 70 mit dichter Blockteilung und Gleiswechselbetrieb in Betrieb genommen. Nach nur wenigen Betriebsjahren wurde er mit der Aufhebung des Bahnhofes Bad Dürrenberg wieder entfernt. Seit September 2004 wird der Abschnitt Leipzig Hbf – Leipzig-Leutzsch (Elsteraue) vom ESTW Leipzig West gesteuert. Formsignale gab es im Jahr 2007 noch als Ausfahrsignale in Markranstädt und Leipzig-Leutzsch, hier jedoch nur an den nicht durchgehenden Hauptgleisen Richtung Großkorbetha und Zeitz. Seit 2011 sind für den Abschnitt zwischen Leipzig-Leutzsch und Großlehna ebenfalls elektronische Stellwerke der Bauart Thales in Betrieb. Im Juni 2015 wurde als letztes die Blockstelle Kötzschau einbezogen, sodass auf der gesamten Strecke kein Stellwerk der Altbauarten mehr in Betrieb ist. Seitdem besteht zwischen Leipzig Hbf und Großkorbetha durchgehend Gleiswechselbetrieb. Bis Juni 2015 war dies nur zwischen Leipzig Hbf und Großlehna der Fall.
Seit dem Fahrplanjahr 2016 betreibt Abellio Rail Mitteldeutschland den Regionalverkehr.
Zwischen 2018 und 2021 wurden in Leipzig die drei Eisenbahnbrücken über Weiße Elster, Nahle und Luppe erneuert und die zulässige Geschwindigkeit auf bis zu 120 km/h angehoben.
Im Fahrplanjahr 2023/2024 wird die Bahnstrecke im Regionalverkehr mit den Linien RE15 (Leipzig–Saalfeld) und RB20 (Leipzig–Eisenach) bedient. 

### Ausblick
Bei Großkorbetha ist der Bau einer Verbindungskurve Richtung Merseburg und Halle geplant. Das Projekt ist Teil des 2020 beschlossenen Investitionsgesetzes Kohleregionen (InvKG). Im März 2023 begannen die Planungen mit einer Machbarkeitsstudie. Die Nahverkehrsservice Sachsen-Anhalt GmbH (NASA) beabsichtigt, eine stündliche Direktverbindung der S-Bahn Mitteldeutschland zwischen Leipzig und Merseburg einzuführen, welche die Verbindungskurve nutzen soll.

## Baumaßnahmen
Im Zuge der Realisierung des City-Tunnels Leipzig wurden auch auf dieser Strecke netzergänzende Maßnahmen umgesetzt. Hierbei wurde der City-Tunnel in das bestehende Netz eingebunden. Außerdem wurden die Voraussetzungen für das neue Netz der S-Bahn Mitteldeutschland geschaffen, von der zunächst der Streckenteil Hauptbahnhof bis Abzweig Probstzella genutzt wird. Im Bereich des größtenteils abgebauten Bahnhofes Leipzig MTh (Magdeburg-Thüringer Bahnhof) entstand das Kreuzungsbauwerk MTh, das konfliktfreie Fahrten zwischen der Tunnelstrecke und der Bahnsteighalle Richtung Leutzsch und Wahren ermöglicht.
Konkret wurden auf der Gesamtstrecke im Zeitraum April 2010 bis Mitte 2012 realisiert:
- Umgestaltung des Bahnhofs Leipzig-Leutzsch mit Bahnsteigneubau etwa 400 Meter weiter Richtung Westen (Restarbeiten fanden bis Juni 2015 statt)
- Errichtung von neuen Gleisen einschließlich der Oberleitung
- Rückbau nicht mehr benötigter Gleisanlagen
- Neubau der ESTW-A Leutzsch (Ersatz von acht Altstellwerken) und Großlehna
- Ausrüstung der gesamten Strecke mit neuer Sicherungstechnik (außer Kötzschau und Großkorbetha)

Mit dem Endzustand des ESTW-A Großlehna seit Juni 2015 ergeben sich weitere Änderungen in der Sicherungstechnik:
- Erweiterung des ESTW-A Großlehna bis an die Einfahrsignale Großkorbetha mit Auflassung der Blockstelle Kötzschau und der automatisierten Blockstelle Bad Dürrenberg (vorher vom Stellwerk B2 in Großkorbetha gesteuert)
- Einrichtung des Gleiswechselbetriebs nun auch zwischen Großlehna und Großkorbetha
- Durch das Aufstellen zweier zusätzlicher Blocksignale (je eines am Regel- und am Gegengleis) wurde die Leistungsfähigkeit in Richtung Großkorbetha zusätzlich erhöht

## Streckenbeschreibung

### Verlauf
Die Strecke verlässt den Bahnhof Leipzig Hbf in einem Linksbogen und passiert das Kreuzungsbauwerk MTh, dass die kreuzungsfreie Trennung von der S-Bahn-Strecke nach Wahren ermöglicht. Bis zum Haltepunkt Leipzig-Gohlis verlaufen beide Strecken auf einem gemeinsamen Damm. Dann steigt die Strecke nach Wahren an, während die Strecke nach Großkorbetha in einen Einschnitt übergeht. Der Bogen setzt sich bis zum Haltepunkt Leipzig-Möckern fort. Danach führt die Strecke bis Markranstädt nach Südwesten. Dabei werden vor dem Bahnhof Leipzig-Leutzsch die Weiße Elster, die Neue Luppe und die Nahle sowie zwischen Leutzsch und Rückmarsdorf der Saale-Leipzig-Kanal gekreuzt. Ab Markranstädt verläuft die Trasse schnurgerade Richtung Westen und passiert dabei die Landesgrenze von Sachsen zu Sachsen-Anhalt. Hinter dem Bahnhof Bad Dürrenberg verläuft die Bahnstrecke wieder gen Südwesten, dabei überquert sie die Saale. Schließlich mündet sie im Bahnhof Großkorbetha kreuzungsfrei in die Bahnstrecke Halle–Bebra ein.

### Betriebsstellen
Leipzig Thüringer Bf bzw. Leipzig Hbf (ab 1913) ⊙
Die Eröffnung erfolgte am 22. März 1856 noch mit einem provisorischen Empfangsgebäude. 1907 erfolgte die Schließung und der Abbruch des Bahnhofes im Zuge der Bauarbeiten für den neuen Hauptbahnhof. Der benachbarte Magdeburger Bahnhof nahm den Verkehr des Thüringer Bahnhofs bis wiederum zu seinem Abbruch auf. Auch nach Inbetriebnahme der Reiseverkehrsanlagen des Hauptbahnhofes blieb der Magdeburg-Thüringer Bahnhof eine eigene Dienststelle. Zu ihm gehörten die umfangreichen Ortsgüteranlagen an der Eutritzscher und Delitzscher Straße. Mit der Inbetriebnahme des elektronischen Stellwerkes Leipzig West wurde er zum Bahnhofsteil Petzscher Mark.

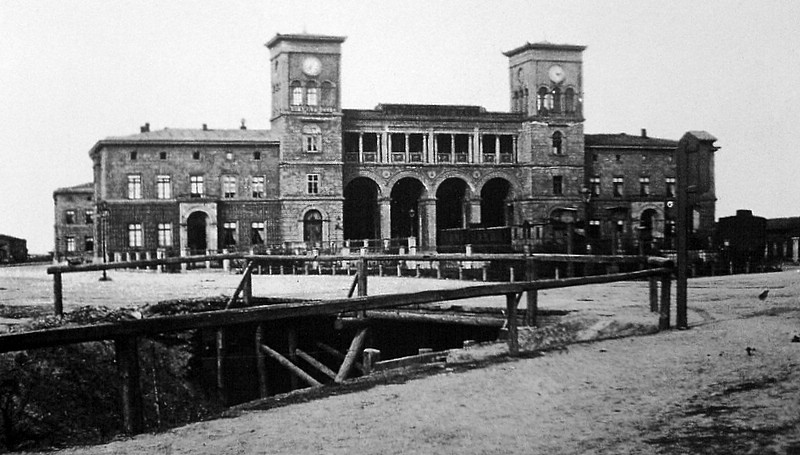
Thüringer Bahnhof in Leipzig 1862
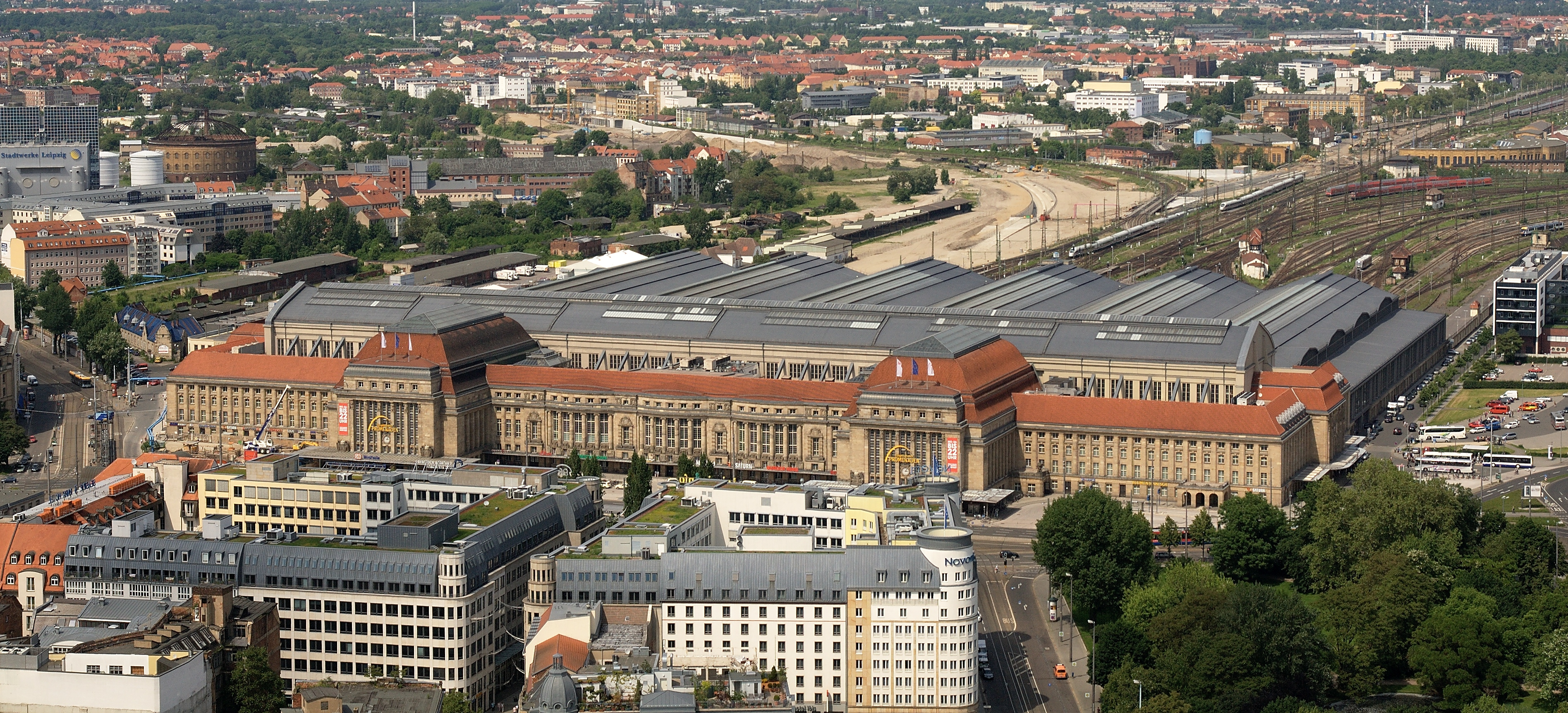
Leipzig Hbf
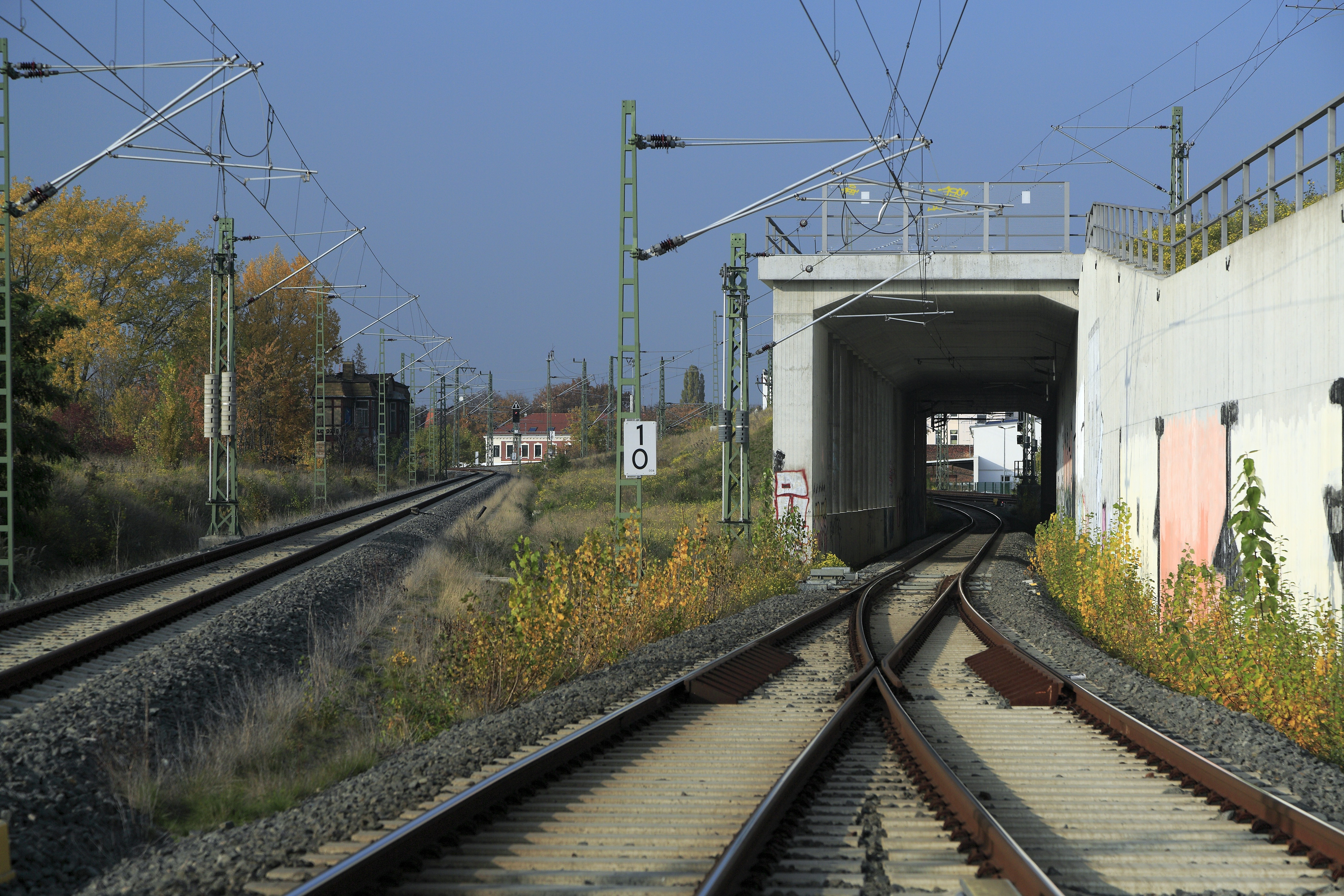
Kreuzungsbauwerk MTh

Leipzig-Gohlis ⊙

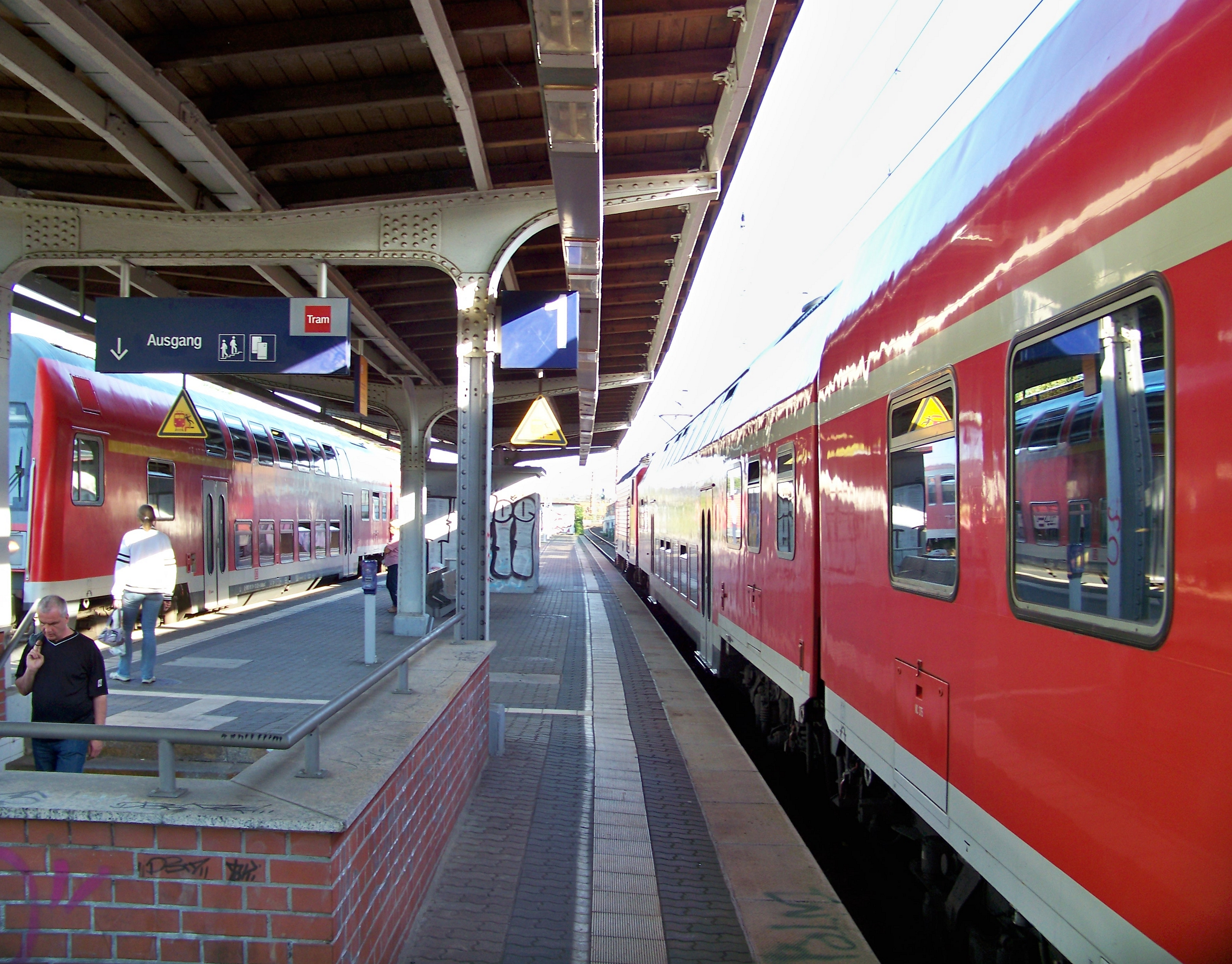
Haltepunkt Leipzig-Gohlis (2009)

Der Haltepunkt Leipzig-Gohlis wurde am 1. April 1894 eröffnet. Er trug zur Unterscheidung vom benachbarten Haltepunkt Leipzig-Möckern (damals Gohlis-Möckern), zunächst den Namen Gohlis-Eutritzsch. Am 1. Juni 1922 wurde er in Leipzig-Gohlis umbenannt. Der Mittelbahnsteig hat eine Höhe von 55 Zentimetern.
Seit 2004 befindet sich auch ein gleichnamiger Haltepunkt an der Bahnstrecke Leipzig-Wahren–Leipzig Hbf, die hier parallel verläuft. Eine unmittelbare Verbindung zu dem dortigen Bahnsteig besteht jedoch nicht.
Leipzig Coppiplatz ⊙

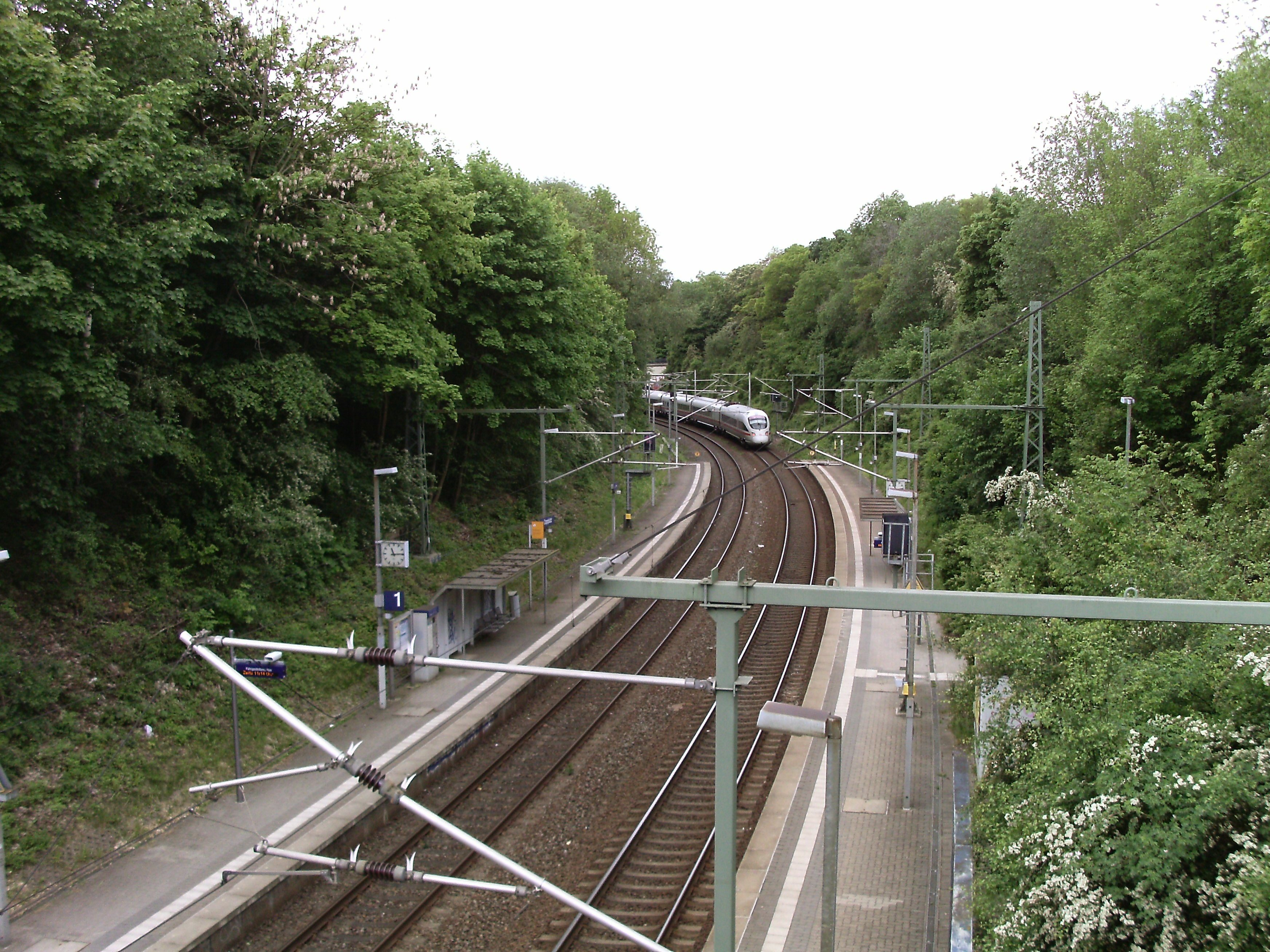
Haltepunkt Leipzig Coppiplatz

Der Haltepunkt Leipzig Coppiplatz wurde am 12. Juli 1969 eröffnet. Er ist Haltepunkt der S-Bahn. Die beiden Außenbahnsteige haben eine Höhe von 55 Zentimetern.
Leipzig-Möckern ⊙
Der Haltepunkt Leipzig-Möckern wurde am 15. April 1892 eröffnet. Er trug bis 1992 den Namen Gohlis-Möckern. Die beiden Außenbahnsteige haben eine Höhe von 55 Zentimetern.
Leipzig-Leutzsch ⊙
Als Bf Barneck wurde die Station am 22. März 1856 eröffnet. Die Station trug folgende Namen:
- bis 1885: Barneck (benannt nach dem nahe gelegenen Rittergut Barneck)
- bis 1922: Leutzsch
- seit 1922: Leipzig-Leutzsch

Im Bahnhof zweigt seit 1873 die Bahnstrecke Leipzig–Probstzella ab. 1931 erfolgte die Eröffnung der Nebenbahn nach Merseburg, die 1998 eingestellt wurde. 2011 erfolgte der völlige Umbau des Bahnhofes mit Aufgabe der Güterverkehrsanlagen und die Verlegung der Bahnsteige zur Georg-Schwarz-Straße.

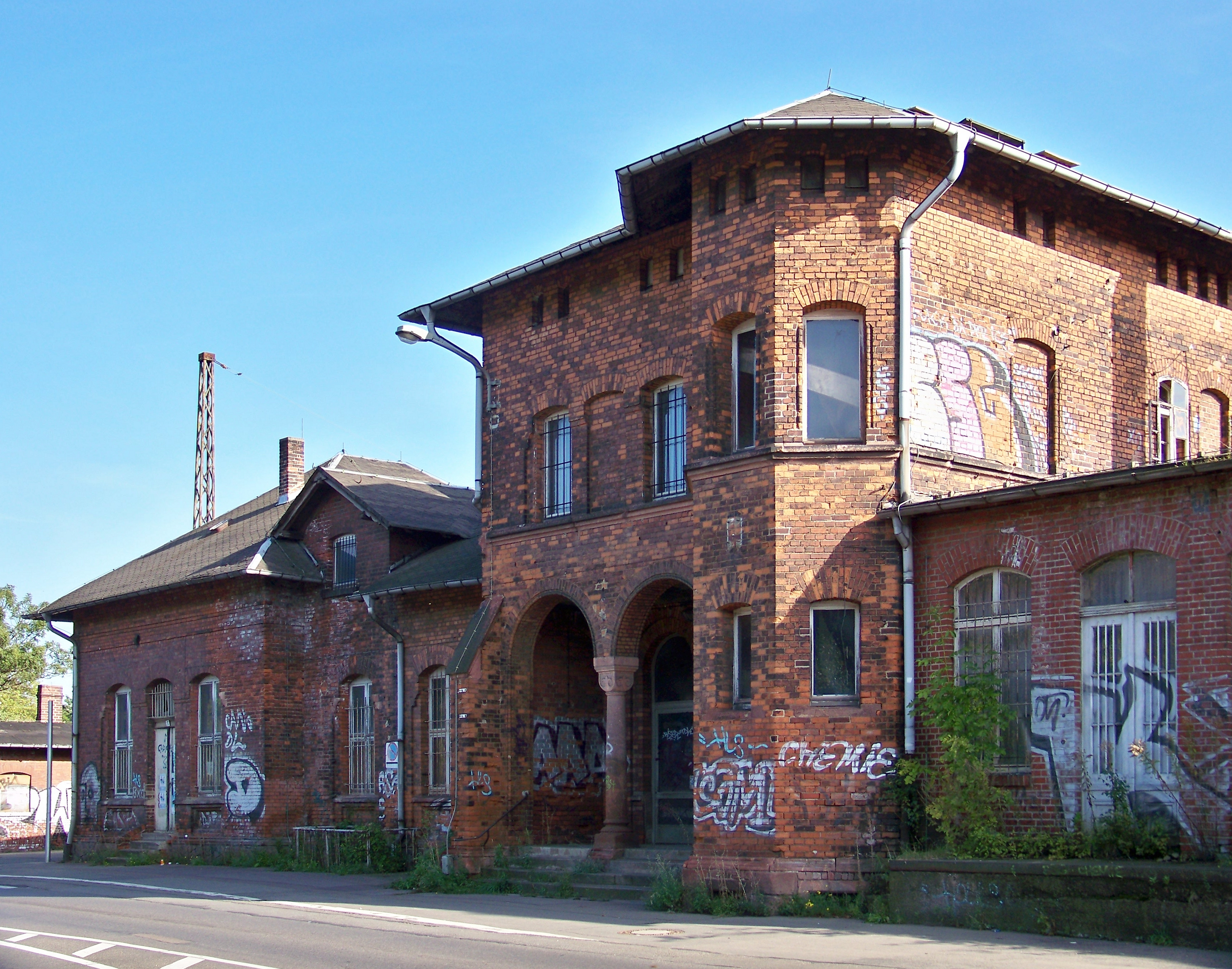
Bahnhof Leipzig-Leutzsch, ehemaliges Empfangsgebäude (2009)
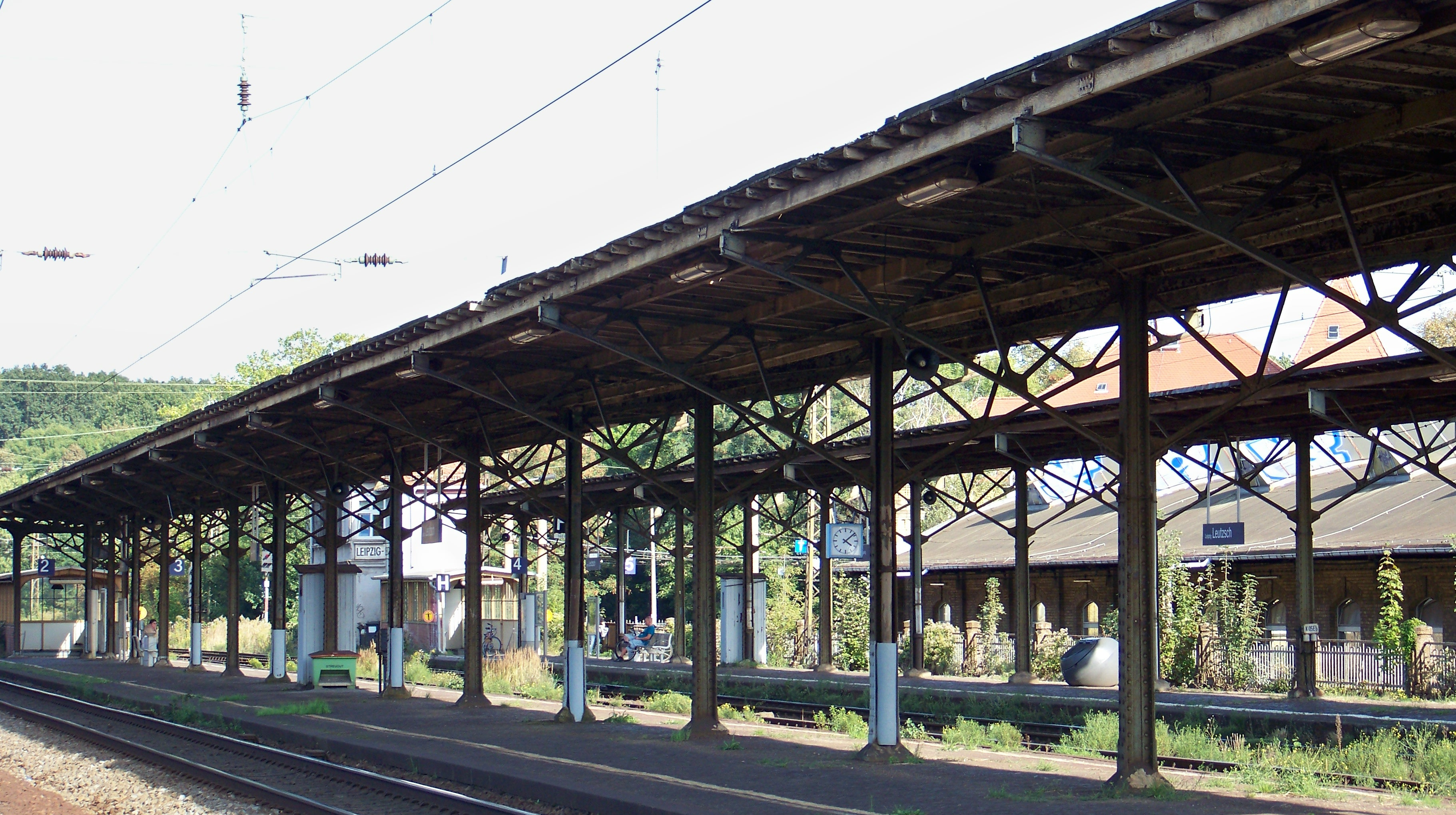
Bahnhof Leipzig-Leutzsch, ehemalige Bahnsteige (2009)
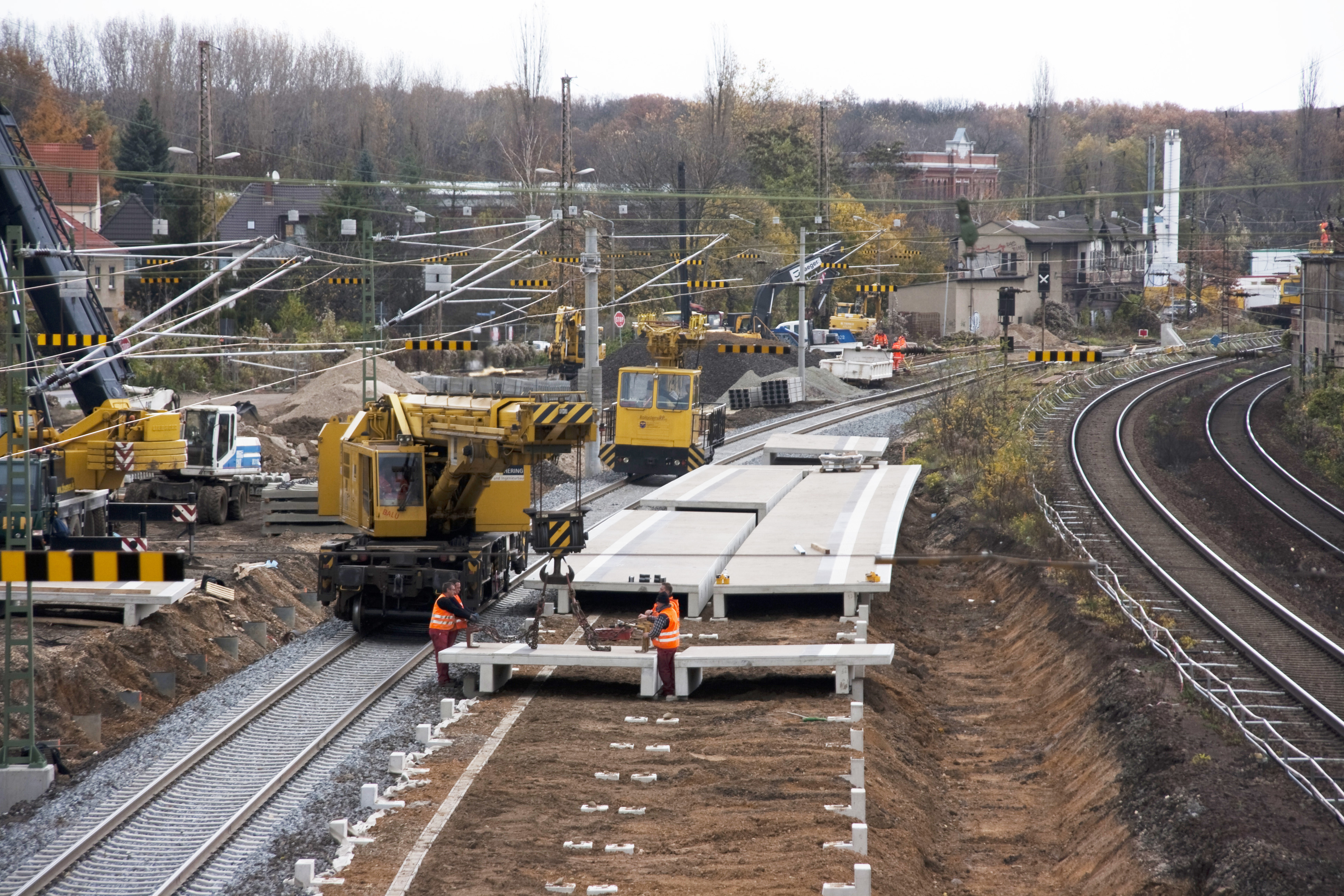
Bahnhof Leipzig-Leutzsch, Montage des Mittelbahnsteigs mit Fertigteilen, 2010
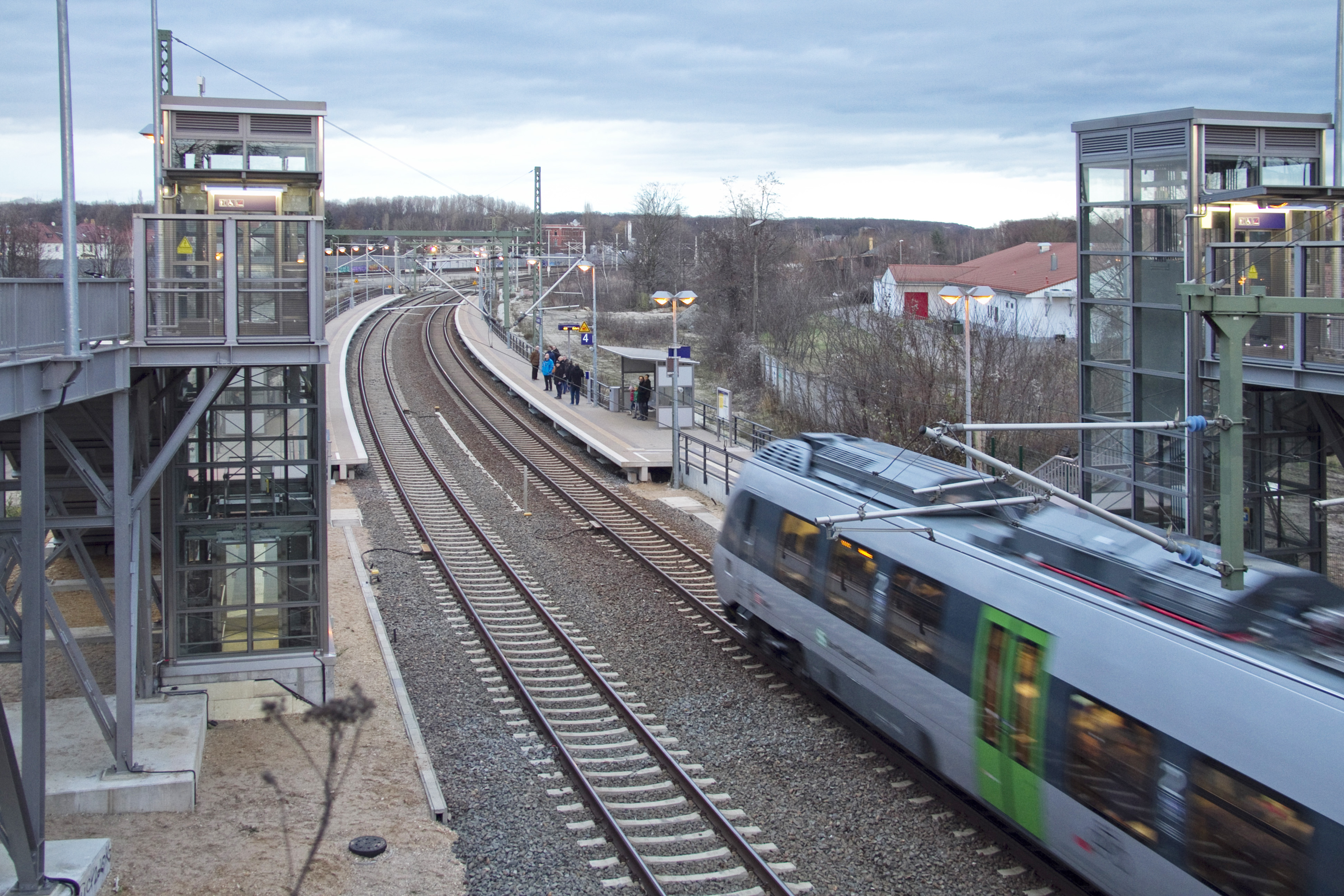
Bahnhof Leipzig-Leutzsch (2013)

Leipzig-Rückmarsdorf ⊙
Der Bahnhof Rückmarsdorf wurde am 15. September 1906 eröffnet und im Jahr 2000 zum Haltepunkt zurückgestuft. Nach der ebenfalls im Jahr 2000 erfolgten Eingemeindung von Rückmarsdorf nach Leipzig erhielt die Station im Jahr 2003 den Namen Leipzig-Rückmarsdorf. Am Standort der Station im Osten von Rückmarsdorf sind das Empfangsgebäude, ein Wirtschaftsgebäude und das Stellwerk vorhanden.
Leipzig-Miltitz ⊙

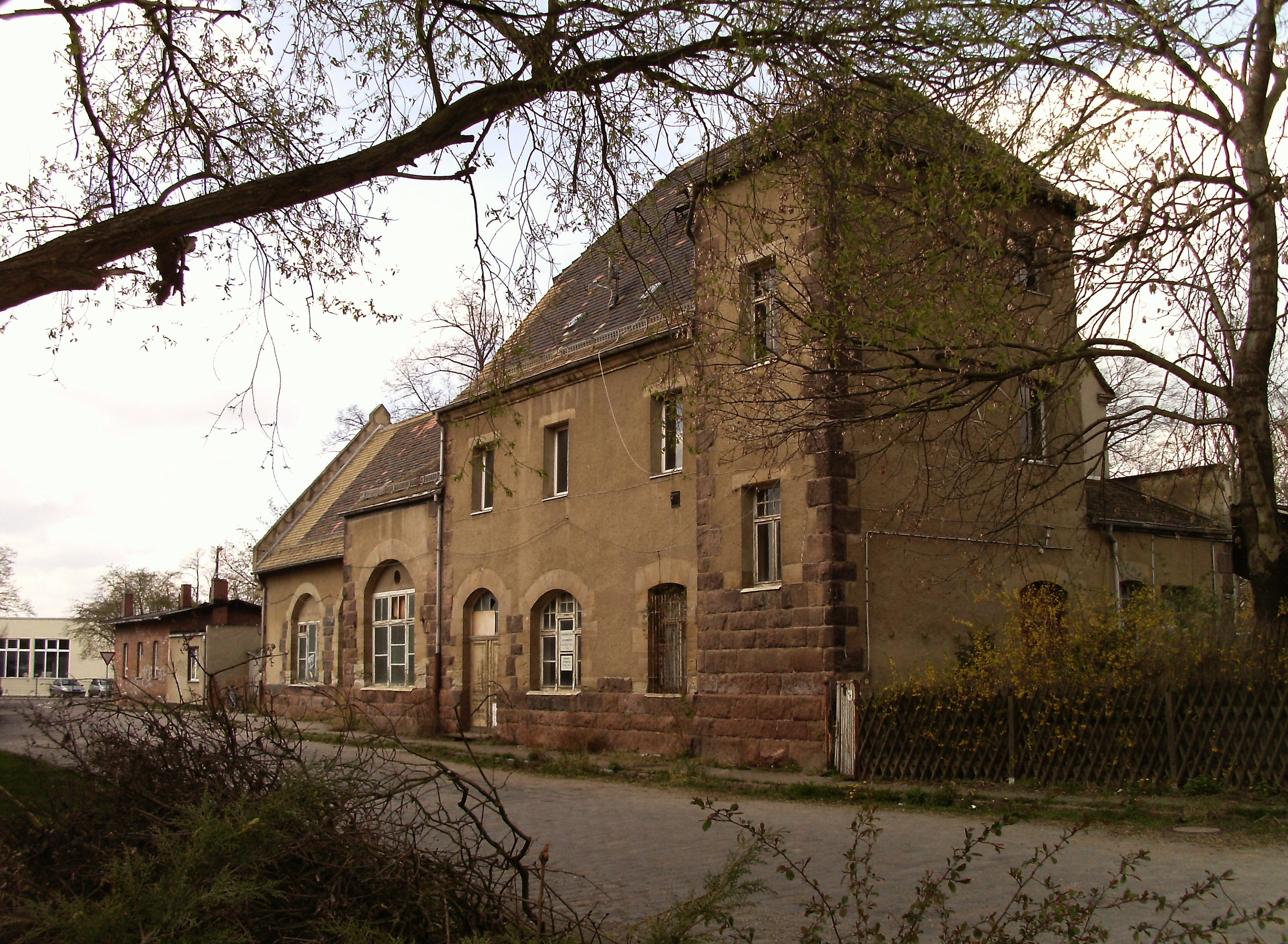
Haltepunkt Leipzig-Miltitz

Die Haltestelle Groß-Miltitz wurde am 1. März 1891 eröffnet. Sie wurde später zum Bahnhof gewidmet und im Jahr 1900 in Miltitz bei Leipzig umbenannt. In späterer Zeit trug der Bahnhof den Namen Miltitz (b Leipzig) . Im Jahr 2000 erfolgte die Herabstufung zum Haltepunkt. Durch die Eingemeindung von Miltitz nach Leipzig im Jahr 1999 trägt die Station heute den Namen Leipzig-Miltitz. Am Standort sind Empfangsgebäude, Wartehalle, Güterschuppen und Wirtschaftsgebäude noch vorhanden.
Markranstädt ⊙
Der Bahnhof Markranstädt wurde am 22. März 1856 eröffnet. 1869 erfolgte die Eröffnung der ersten „Zechenbahn“ nach Kulkwitz, ihr Abbau war im Jahr 1877. 1897 wurde der Lokschuppen erbaut und die Zweigstrecke nach Lausen eröffnet, die jedoch 1946 als Reparationsleistung abgebaut werden musste. 1994 erfolgte der Bau der Anschlussbahn zum Gewerbegebiet Großlehna. 2009 erfolgte die Eröffnung des neuen Bahnsteigtunnels mit Durchstich Ziegelstraße und die Schließung des Bahnüberganges Nordstraße.

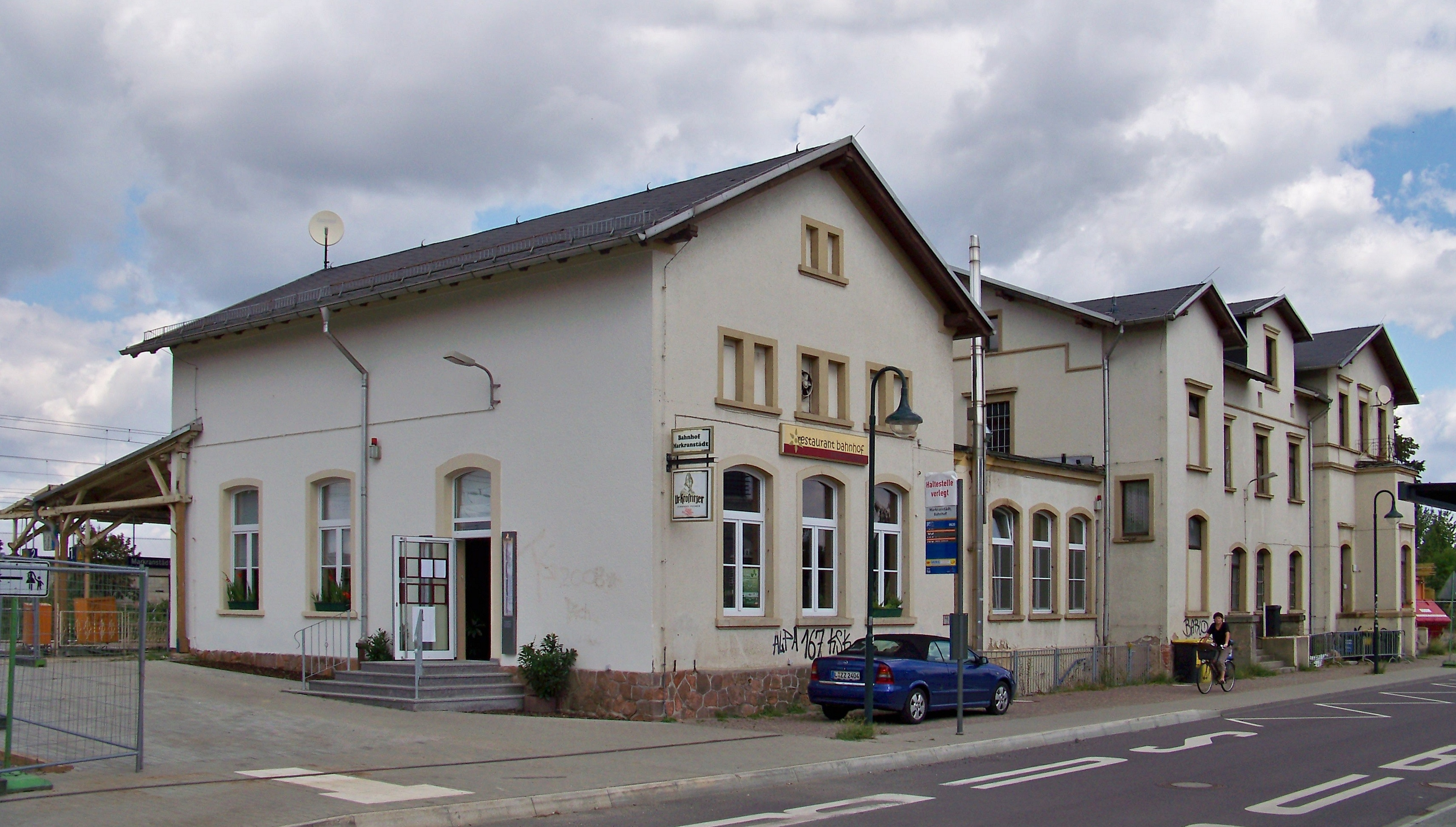
Bahnhof Markranstädt

Großlehna ⊙

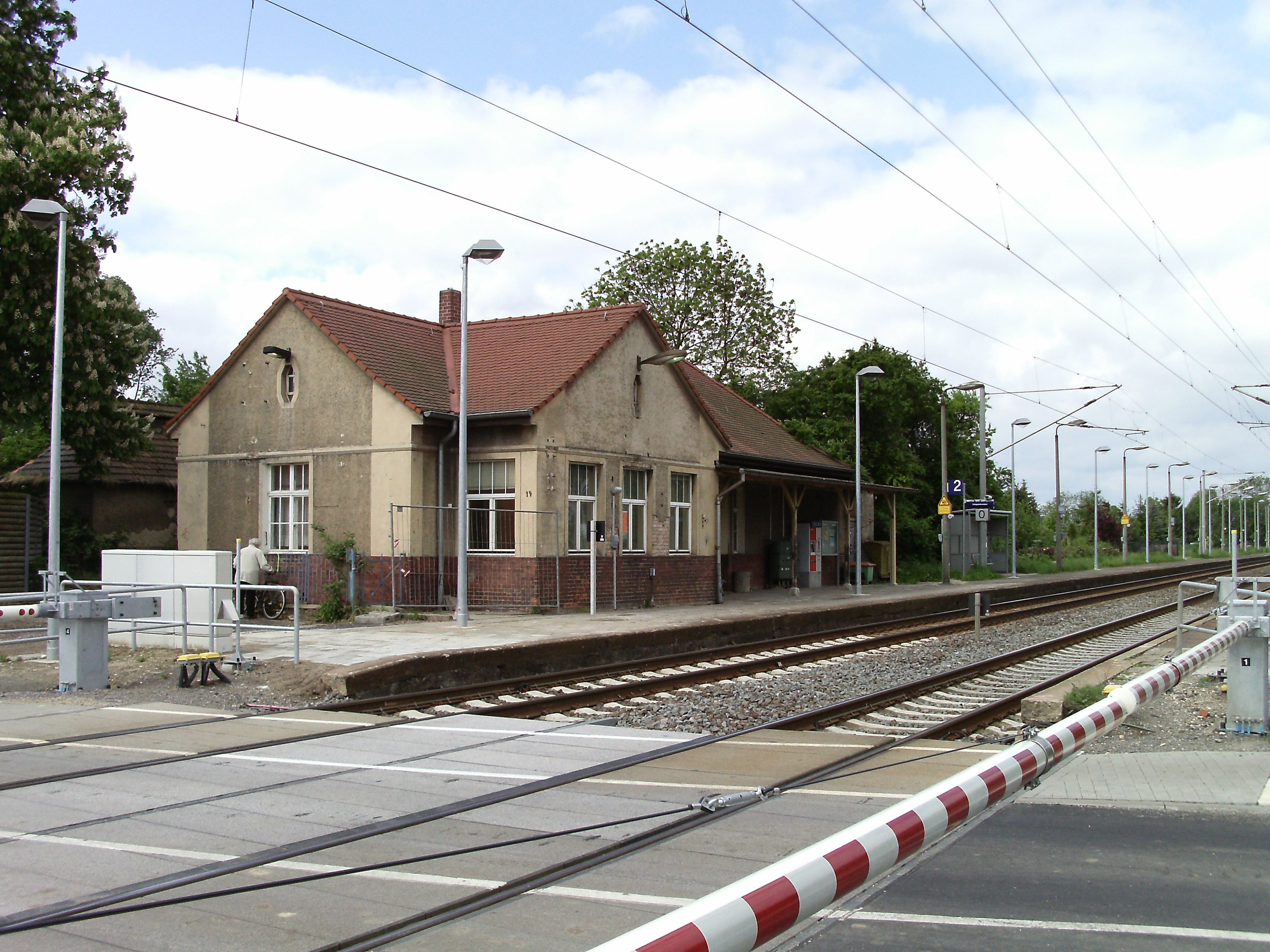
Haltepunkt Großlehna

Der Haltepunkt Großlehna wurde am 1. Mai 1893 eröffnet und 1898 zur Haltestelle hochgestuft. Die Station erhielt 1914 ein Empfangsgebäude. Seit 1915 ist sie ein Bahnhof, der bis 1945 in der preußischen Provinz Sachsen lag. Nach dem Zweiten Weltkrieg kam er mit dem Ort Großlehna zum Land Sachsen-Anhalt und 1952 zum Bezirk Leipzig, der 1990 dem Freistaat Sachsen angegliedert wurde. Somit ist der Bahnhof heute in Richtung Großkorbetha die letzte Station in Sachsen.
Während das Empfangsgebäude und ein Wirtschaftsgebäude noch vorhanden sind, wurde der Güterschuppen bereits 1988 abgerissen.
Kötzschau ⊙

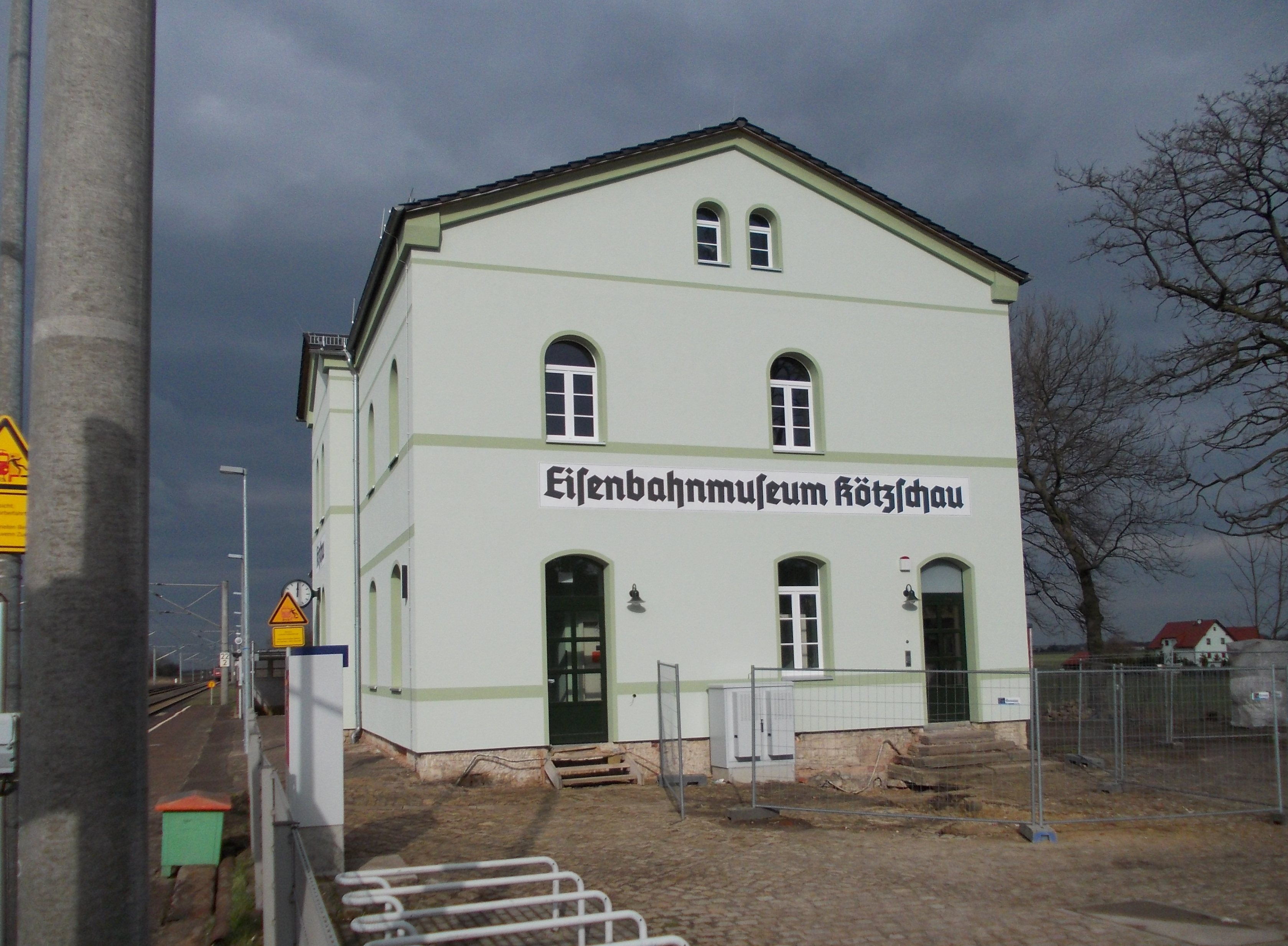
Eisenbahnmuseum im Empfangsgebäude des Haltepunkts Kötzschau

Am 22. März 1856 wurde die Station als Bf Kötzschau eröffnet. Im Jahr 2000 erfolgte die Umwandlung zum Haltepunkt. 2014 wurde das Eisenbahnmuseum Kötzschau im sanierten Empfangsgebäude eröffnet. 2015 erfolgte die Schließung der Blockstelle Kötzschau. Die Station ist der erste Halt im Land Sachsen-Anhalt.
Im Bereich des Eisenbahnmuseum ist eine Gleisanlage mit einer Weiche und ein Lokschuppen für die ausgestellte Kleinlokomotive vorhanden. Ein Anschluss an die DB InfraGO besteht nicht.
Bad Dürrenberg ⊙
Am 22. März 1856 wurde die Station als Bf Dürrenberg eröffnet. Seit 1927 heißt sie Bad Dürrenberg. 2000 erfolgte die Umwandlung zum Haltepunkt.

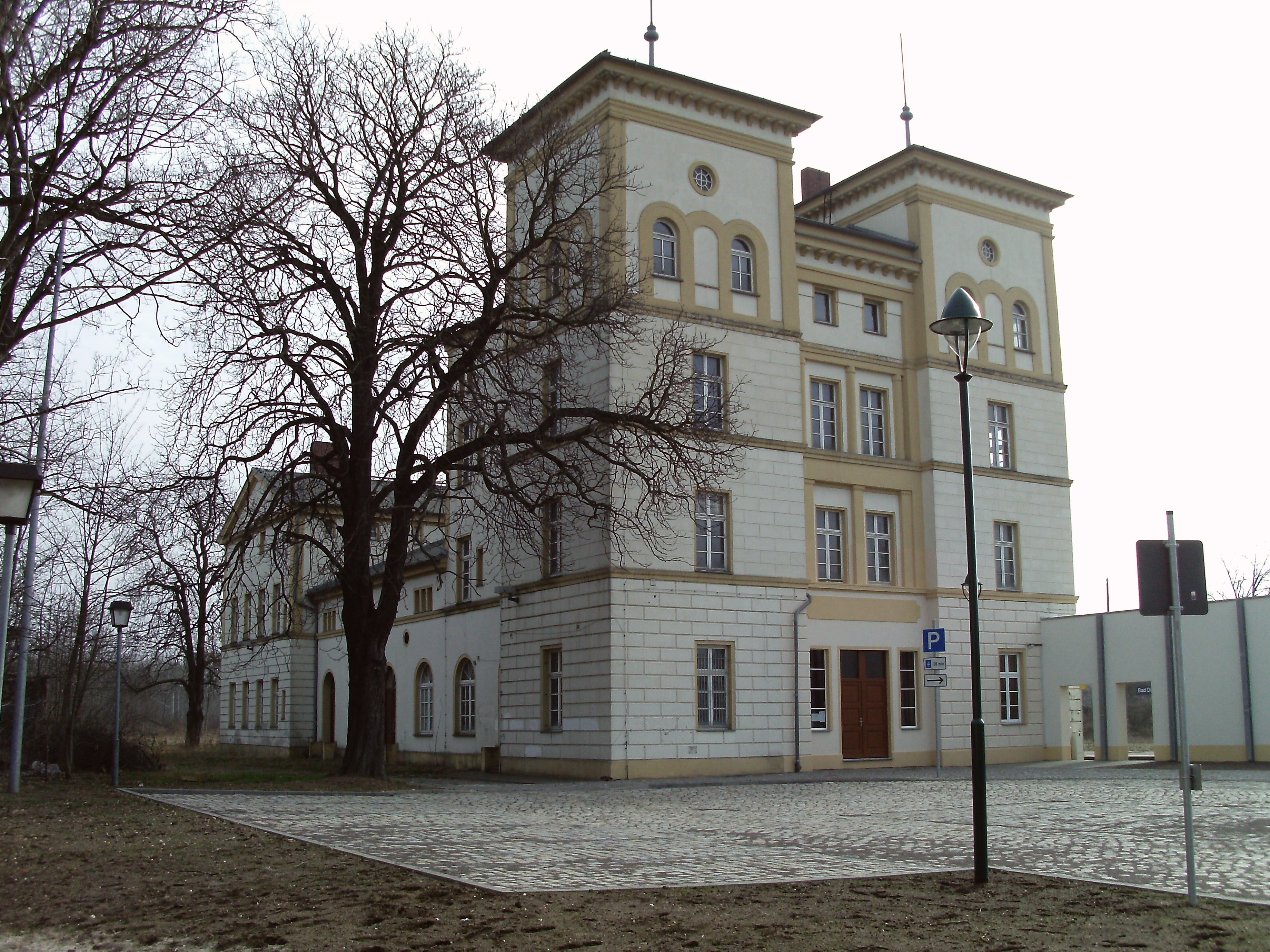
Bahnhof Bad Dürrenberg

Großkorbetha ⊙

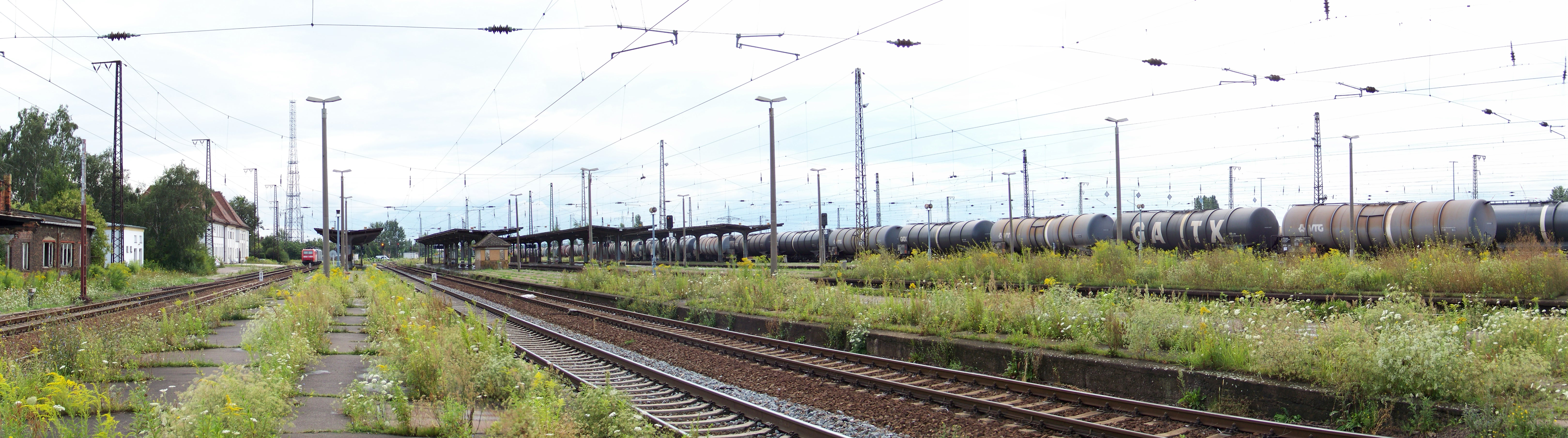
Bahnhof Großkorbetha

Um ca. 1850 war die Station eine Haltestelle an der Thüringer Stammbahn Halle–Gerstungen. Am 22. März 1856 wurde sie am neuen Standort als Bf Corbetha eröffnet. 1911 erfolgte ein großer Umbau des gesamten Bahnhofes. 1934 wurde der Bahnhof in Großkorbetha umbenannt. 1992 erfolgte die Inbetriebnahme des Gleisbildstellwerkes B2.